# Johann Heinrich Hottinger
Johann Heinrich Hottinger (Zurigo, 1620 – 1667) è stato un teologo svizzero.
Riformatore dell'università di Heidelberg, è conosciuto per la sua Storia ecclesiastica (1657) e per ver dato origine alla collezione bibliofila Hottingeriana.